# لانی باربی
لانی باربی(به انگلیسی: Lanny Barby) (زادهٔ ۲۹ اوت ۱۹۸۱ در مونترآل) مدل و هنرپیشهٔ فیلمهای پورنوی کانادائی است. او اجرای نقش در فیلم‌های پورنو را در ۱۸ سالگی شروع کرد و در ۵ مارس ۲۰۰۵ با ستارهٔ پورنوی مرد جولیان ازدواج کرد.
باربی تاکنون بر روی جلد چندین مجلهٔ مردان ظاهر شده، از جمله هاستلر، کلوب و پنت‌هاوس که بخاطرش در ژوئن ۲۰۰۳، مجلهٔ پنت‌هاوس او را به عنوان ناز نازی برگزید. در آوریل ۲۰۰۵، باربی یک قرارداد انحصاری و چندساله با ویوید انترتینمنت بست که اولین دختر ویوید مونترآل شد.